# Clean (filme)
Clean é um filme franco-canadense-britânico do gênero drama de 2004. Dirigido pelo francês Olivier Assayas e estralado por Nick Nolte e Maggie Cheung, o filme foi financiado conjuntamente por fontes do Canadá, França e Reino Unido. O enredo centra-se em Emily Wang, uma viciada que é condenada a seis meses de prisão após a morte de seu marido por overdose. Após cumprir a pena, ela tenta se reaproximar de seu filho.

## Sinopse
Emily Wang (Maggie Cheung) é casada com Lee Hauser (James Johnston), um astro do rock. Ela tenta gerenciar a carreira de seu marido, mas acaba tendo desentendimentos com amigos e familiares do seu marido, que a vê como uma mãe ausente. Tanto ela quanto seu marido são consumidores de drogas e em um dia, Lee morre de overdose. Emily era a fornecedora dos entorpecentes e por isso ela é considerada culpada pela morte de seu marido, sendo condenada a seis meses de prisão. Após cumprir a pena, ela tenta se reaproximar de seu filho que vive com os pais de Lee desde sua morte.

## Elenco
- Maggie Cheung como Emily Wang[4][5]
- Nick Nolte como Albrecht Hauser[4][5]
- Béatrice Dalle como Elena, amiga de Emily[4][5]
- Jeanne Balibar como Irene Paolini[4][5]
- Patrick Fabian como Bobby Franklin[5]

## Produção e lançamento
O filme foi produzido no Canadá, França e Reino Unido e dirigido pelo francês Olivier Assayas. Foi lançado internacionalmente no Festival de Cinema de Belfast em 27 de março de 2004, o lançamento em Portugal ocorreu em 17 de março de 2005 e no Brasil em 10 de junho de 2005.

## Recepção
No Rotten Tomatoes, o filme tem uma classificação de 73% com base em 66 críticas e uma classificação média de 6,6 de 10. O consenso crítico do website afirma: "Em um de seus melhores papéis, Cheung dá uma performance credível e impressionante como uma viciada em recuperação." Por outro lado, o filme tem uma pontuação de 75 de 100 com base em 28 críticas no Metacritic, indicando "opiniões geralmente favoráveis".

## Premiações
| Award / Film Festival      | Category              | Recipients and nominees | Result   |
| -------------------------- | --------------------- | ----------------------- | -------- |
| Festival de Cannes de 2004 | Palma de Ouro         |                         | Indicado |
| Festival de Cannes de 2004 | Melhor Atriz          | Maggie Cheung           | Venceu   |
| Festival de Cannes de 2004 | Grande Prêmio Técnico | Eric Gautier            | Venceu   |
| César                      | Melhor Atriz          | Maggie Cheung           | Indicado |
| César                      | Melhor Cinematografia | Eric Gautier            | Indicado |